# USC Konstanz
Der Unabhängiger Sportclub Konstanz e.V. ist ein deutscher Volleyballverein mit Sitz im Stadtteil Wallhausen der baden-württembergischen Kreisstadt Konstanz im gleichnamigen Landkreis.

## Geschichte
Der Verein wurde im Jahr 1977 gegründet.

### Männer-Mannschaft
In der Regionalliga Süd spielend qualifizierte sich die erste Mannschaft für den DVV-Pokal der Saison 2006/07. Man wurde gegen den SV Bayer Wuppertal ins Achtelfinale gelost und unterlag mit 0:3. Zur Saison 2014/15 stieg das Team erstmals in die Dritte Liga Süd auf. Mit 25 Punkten erreichte man den fünften Platz. In der Folgesaison stand man jedoch mit sieben Punkten auf dem letzten Platz der Tabelle und stieg wieder ab.
Eine Rückkehr in die dritthöchste Spielklasse gelang zur Saison 2017/18. Mit 26 Punkten belegte man wieder erneut in einer ersten Saison den fünften Platz. In der darauffolgenden Spielzeit erreichte man mit 33 Punkten ebenfalls den fünften Platz. Bedingt durch die COVID-19-Pandemie wurde die Saison 2019/20 vorzeitig abgebrochen. Die Mannschaft stand nach 16 gespielten Partien mit 16 Punkten auf dem achten Platz. Die Folgesaison wurde ebenfalls vorzeitig abgebrochen, das Team hatte zu diesem Zeitpunkt erst zwei Partien absolviert. Damit spielte die Mannschaft auch in der Saison 2021/22 in der dritthöchsten Spielklasse. Nach nur einem Saisonsieg musste die Mannschaft in die Regionalliga Süd absteigen, in der sie auch 2024/25 noch spielt.

### Frauen-Mannschaft
Die erste Mannschaft stieg zur Spielzeit 2020/21 erstmals in die Dritte Liga auf. Bedingt durch die COVID-19-Pandemie wurde die Saison jedoch vorzeitig abgebrochen. Nach fünf gespielten Partien stand die Mannschaft mit 10 Punkten auf dem zweiten Platz. Seitdem hielt der USC die Klasse und spielt dort auch noch in der Saison 2024/25.